# Істочний Тройврх
45°08′ пн. ш. 15°21′ сх. д. / 45.13° пн. ш. 15.35° сх. д.
Істочний Тройврх (хорв. Istočni Trojvrh) — населений пункт у Хорватії, у Карловацькій жупанії у складі громади Йосипдол.

## Населення
Населення за даними перепису 2011 року становило 22 осіб.
Динаміка чисельності населення поселення: